# Доменіко Ді Карло
Доменіко Ді Карло (італ. Domenico Di Carlo; нар. 23 березня 1964, Кассіно) — італійський футболіст, півзахисник. По завершенні ігрової кар'єри — футбольний тренер.

## Ігрова кар'єра
Народився 23 березня 1964 року в місті Кассіно. Вихованець футбольної школи клубу «Кассіно» з рідного міста.
У дорослому футболі дебютував 1979 року виступами за першу команду «Кассіно», в якій провів два сезони, взявши участь у 37 матчах чемпіонату, після чого тривалий час грав за інші нижчолігові команди «Тревізо», «Комо», «Тернана» та «Палермо», в якому був капітаном.
Своєю грою за останню команду привернув увагу представників тренерського штабу клубу «Віченца», до складу якого приєднався 1990 року. З новою командою у 1993 році вийшов вперше в кар'єрі до Серії В, а у 1995 році і до Серії А, де дебютував у віці 31 року. Загалом відіграв за команду з Віченци дев'ять сезонів своєї ігрової кар'єри і у 1997 році виборов титул володаря Кубка Італії, що дозволило команді на наступний рік кваліфікуватись у Кубок кубків, в якому команда дійшла до півфіналу.
1999 року, після вильоту «Віченци» з Серії А, Ді Карло перейшов до новачка елітного дивізіону «Лечче», але не став ам основним гравцем, зігравши лише чотири матчі, через що наступного року перейшов у «Ліворно» з Серії С1.
Завершив професійну ігрову кар'єру у клубі «Зюйдтіроль» з Серії С2, де недовго перебував з листопада по грудень 2001 року.

## Кар'єра тренера
Розпочав тренерську кар'єру відразу ж по завершенні кар'єри гравця, 2001 року, очоливши молодіжну команду «Віченци».
В 2003 році Ді Карло очолив «Мантову» і за два роки вивів команду з Серії С2 в Серію В (вперше після 32 років), а в третьому сезоні зайняв 4 місце і лише програвши в плей-оф не зумів вивести команду в Серію А.
2007 року на тренера звернуло увагу керівництво «Парма», з якою Доменіко підписав свій перший контракт з елітним клубом. Проте у вищому дивізіоні у тренера не було результатів і його було звільнено після домашньої поразки від «Сампдорії» 9 березня 2008 року, коли клуб був третім знизу у зоні вильоту.
У листопаді 2008 року тренера запросили на посаду головного тренера «К'єво», де Доменіко Ді Карло замінив тренера Джузеппе Якіні. Ді Карло привів «К'єво» двох місць в другій частині таблиці в Серії А (16 і 14 місце відповідно), які були розцінені як вражаючі результати, приймаючи у увагу труднощі клубу конкурувати з більш відомими командами з одним з найнижчих бюджетів у лізі. 26 травня 2010 року Ді Карло подав в відставку з тренерського поста «К'єво».
В той же день він був оголошений новим головним тренером «Сампдорії». Його першим завданням стало подолати останній кваліфікаційний раунд, щоб увійти в груповий етап Ліги чемпіонів 2010/11, але команда поступилась у двобої з «Вердером», а потім була ліквідована ще на груповій стадії Ліги Європи. Він був звільнений 7 березня 2011 року після домашньої поразки від «Чезени» (2:3). В останні десять ігор «Сампдорія» мала сім поразок і тільки одну перемогу та знаходилась у трьох очках від зони вильоту.
9 червня 2011 року Ді Карло погодився повернутися в «К'єво». Він врятував свою команду від вильоту в першому сезоні, але був відсторонений від своїх обов'язків 2 жовтня 2012 року після невдалого старту в сезоні 2012/13.
21 січня 2014 року Доменіко став тренером аутсайдера Серії А «Ліворно», але вже 19 квітня 2014 року, після поразки 3:0 від «Мілану», був звільнений. У 14 іграх під керівництвом Ді Карло клуб набрав лише 12 очок (3 перемоги, 3 нічиїх і 8 поразок) і був на передостаньому місці в турнірній таблиці.
8 грудня 2014 року Ді Карло був призначений новим головним тренером іншого борця за виживання в Серії А «Чезени», але не зміг врятувати команду, з якою зайняв 19 місце, після чого 6 червня 2015 року покинув клуб.
23 листопада 2015 року очолив тренерський штаб команди «Спеція», з якою в першому сезоні потрапив у плей-оф за право виходу в Серію А, але поступився на стадії півфіналу «Трапані». Залишив цю команду у 2017.
Частину 2018 року провів на тренерському містку «Новари», після чого повернувся до тренерського штабу «К'єво». утретє залишив цю команду у 2019 році, невдовзі після чого був призначений головним тренером «Віченци», яку очоював до 2021 року.

## Титули і досягнення

### Як гравця
- Володар Кубка Італії (1):

«Віченца»: 1996-97